# Нападівка (Хмільницький район)
Напа́дівка — село в Україні, у Калинівській міській громаді Хмільницького району Вінницької області. Населення становить 395 осіб.

## Історія
12 червня 2020 року, відповідно до Розпорядження Кабінету Міністрів України № 707-р, «Про визначення адміністративних центрів та затвердження територій територіальних громад Вінницької області», увійшло до складу Калинівської міської громади.
19 липня 2020 року, в результаті адміністративно-територіальної реформи і ліквідації Калинівського району, село увійшло до складу новоутвореного Хмільницького району.
Вебсайт школи https://napadivka.e-schools.info/ [Архівовано 15 січня 2019 у Wayback Machine.]

## Населення

### Мова
Розподіл населення за рідною мовою за даними перепису 2001 року:
| Мова       | Кількість | Відсоток |
| ---------- | --------- | -------- |
| українська | 391       | 98.99%   |
| російська  | 4         | 1.01%    |
| Усього     | 395       | 100%     |